# Ravine Anse Coubari
Die Ravine Anse Coubari (dt.: Sturzbach/Schlucht der Coubari-Bucht) ist ein kurzer Bach an der Westküste von Dominica. Er verläuft im Zentrum des Parish Saint Peter und mündet in der Anse Coubari ins Karibische Meer.

## Geographie
Die Ravine Anse  Coubari entspringt an einem Ausläufer des Morne Les Resources, der sich bis weit an die Küste vorschiebt, in ca. 300 m Höhe über dem Meer. Steil verläuft sie in westlicher Richtung und mündet nach nur etwa 1,3 km an der Pointe Crabier (Anse Coubari) ins Karibische Meer.
Benachbarte Fließgewässer sind die Ravine Anse a Liane im Süden sowie die Ravine Anse Mulatre im Norden.